# Robert Altman
Robert Bernard Altman, född 20 februari 1925 i Kansas City, Missouri, död 20 november 2006 i West Hollywood i Los Angeles, Kalifornien, var en amerikansk filmregissör, producent och manusförfattare.

## Biografi
Robert Altman hade en trygg uppväxt rent ekonomiskt även om hans far, en försäkringsagent, också var en ökänd drinkare, spelare och kvinnokarl.
Altman deltog i andra världskrigets slutskede och var andrepilot på B24:or i kriget mot Japan.
Han vistades en period i Los Angeles tillsammans med sin första hustru, LaVonne Elmer, då han huvudsakligen hade en rad udda jobb såsom hundtatuerare. Efter skilsmässa flyttade han hem till Kansas City men hade redan vid denna tid tagit efter sin fars vanor med stora mängder spel, alkohol och andra droger. Hans andra äktenskap, med fotomodellen Lotus Corelli, varade 1954 – 57, länge nog för att paret skulle få två söner.
Robert Altman hade lyckas få finansiering till sin första film, The Delinquents (1955), och övergav 1956 familjen i Kansas City för att per bil ta sig till Los Angeles där han kom att tillbringa återstoden av sitt liv. Altman kom att få jobb inom en rad TV-produktioner under 1950-talet och mötte 1959 sin tredje hustru, Kathryn Reed. Altman producerade avsnitt av exempelvis Hawaiian Eyes, Maverick och Bonanza men skaffade sig även ovänner genom sin frispråkighet. Altman, som hade John Huston som sin förebild, blev tidigt känd för att kombinera en hård livsstil med en hård arbetsmoral. Hans förste assistent, Tommy Thompson, har beskrivit sin huvudsakliga arbetsuppgift som att väcka Altman om morgonen och få honom vaken och nykter nog för att kunna frakta iväg honom till dagens inspelning. Därefter jobbade Altman hårt från morgonen till kl. 17, då han tillät sig själv och sina medarbetare att börja dricka. Då han inte drack eller filmade tillbringade han sin tid vid spelborden i Las Vegas. Hans mångårige agent, George Litto, har givit en liknande bild.[källa behövs]
Mot slutet av 1960-talet tycktes Altmans blygsamma karriär ha gått i stå då han tröttnat på att jobba med formelaktiga TV-produktioner. År 1968 fick han emellertid chansen att regissera filmen That Cold Day in the Park vilket blev den egentliga början på hans bana som filmregissör. Med hjälp av Litto lyckades han få filma den svarta krigskomedin M*A*S*H, vilken blev den tredje mest framgångsrika filmen 1970 (efter Love Story och Airport – flygplatsen) med en vinst på 36,7 miljoner dollar. Han spelade sedan in Brewster McCloud och den revisionistiska Westernfilmen McCabe & Mrs. Miller (med Warren Beatty). För Universal spelade Altman in filmerna Images, The Long Goodbye, Nashville. Han gjorde 1980 en drogdimmig inspelning av Karl-Alfed där producenten Robert Evans blev arresterad för droginnehav mitt under filmningen. Altmans karriär stagnerade en smula under 1980-talet men han kunde åter komma igång under 1990-talet. 
Han var gift tre gånger och blev far till fem barn. Hans son, Mike Altman (född 1955), skrev som 14-åring texten till låten "Suicide Is Painless", som var signaturmelodin till filmen M*A*S*H och komponerades av Johnny Mandel. Sonen Robert Reed Altman (född 1959) är filmfotograf. På Oscarsgalan 2006 fick Robert Altman en heders-Oscar. Altmans filmer genomsyras ofta av parallellitet och slump, där gränsen mellan förgrund och bakgrund ofta är diffus.

## Filmografi som regissör (urval)
- 1957 – The Delinquents
- 1957 – James Dean Story
- 1967 – Countdown
- 1969 – Dödens docka
- 1970 – M*A*S*H
- 1970 – Fågel, mördare eller mittemellan
- 1971 – McCabe & Mrs. Miller
- 1972 – Schizo – den kluvna verkligheten
- 1973 – Långt farväl
- 1974 – Somliga är tjuvar
- 1974 – California Split
- 1975 – Nashville
- 1976 – Buffalo Bill och indianerna
- 1977 – 3 kvinnor
- 1978 – Oh, vilket bröllop!
- 1979 – Quintet
- 1979 – Ett "perfekt" par
- 1980 – Hälsan framför allt
- 1980 – Karl-Alfred
- 1982 – Come Back to the Five and Dime, Jimmy Dean, Jimmy Dean
- 1983 – I skuggan av ett krig
- 1984 – Secret Honor
- 1985 – O.C. and Stiggs
- 1985 – Fool for Love
- 1988 – Tanner – en man för 90-talet (TV-serie) (elva avsnitt)
- 1990 – Vincent och Theo
- 1992 – Spelaren
- 1993 – Short Cuts
- 1994 – Prêt-à-Porter
- 1996 – Kansas City
- 1998 – Gingerbread Man
- 1999 – Cookie's Fortune
- 2000 – Dr. T och kvinnorna
- 2001 – Gosford Park
- 2003 – The Company
- 2006 – A Prairie Home Companion